# Polyp (lékařství)

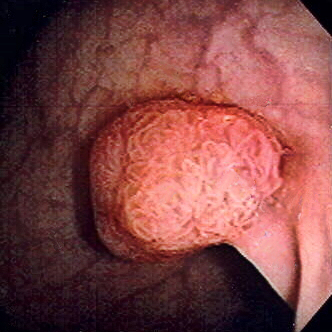
Polyp tlustého střeva

Polyp v lékařské terminologii označuje výrůstek na sliznici. Polypy se vyskytují na sliznicích zažívacího traktu, v močových cestách, ženské pohlavní soustavě (zvláště polyp děložní sliznice) nebo dýchacích cestách (zde nejčastěji jako polypy nosní dutiny a hlasivek). Popisuje vysloveně makroskopický vzhled útvaru a neříká nic o jeho histologické skladbě, původu a chování. Někdy se nepřesně označení polyp používá jen pro nezhoubné nádory. Při mnohočetném postižení orgánu (či orgánové soustavy) polypy mluvíme o polypóze.

## Dělení

### Dělení podle makroskopického hlediska
- polypy přisedlé (sesilní) – tvaru polokulovitého či podobného, které na sliznici nasedají širší plochou
- polypy stopkaté – „visí“ ze sliznice na tenké stopce

### Dělení podle biologického chování
Důležitým kritériem dělení je mikroskopické složení a s tím související „chování“ polypu (tedy tendence k růstu, přechodu v zhoubný nádor, tvorbě vzdálených metastáz a podobně). Toto je nutno ověřit pomocí histologického vyšetření vzorky tkáně polypu. Rozeznávají se
- polypy zánětlivé – vznikají nadměrným růstem tkáně při hojení zánětlivých pochodů
- polypy hyperplastické – vznikají z důvodu zbytnění okrsku sliznice
- polypy hamartomové – vznikají během embryonálního vývoje jako okrsek tkáně s abnormální diferenciací a obsahuje obvykle shluk různých tkání
- polypy nádorové – mohou zahrnovat jak nádory nezhoubné (benigní nádorové polypy) i zhoubné (maligní polypy).

## Význam
Polypy hyperplastické či zánětlivé obvykle nemají velký význam, záleží ale na velikosti a lokalizaci – pokud jsou v místech přirozeného zúžení cest, mohou dělat překážku a s tím související potíže (zvláště polypy nosní či hlasivek, ale také větší polypy v jiných lokalizacích). Z některých hamartomových polypů či nezhoubných polypů nádorových mohou vznikat dalšími změnami v buňkách zhoubné nádory (přes mezistupeň zhoubných polypů). Takové typy polypů je nutno včas odstranit. Podle lokalizace je možno větší část polypů, zvláště v zažívacím traktu, odstranit endoskopicky. Metoda je označovaná obecně jako endoskopická polypektomie.

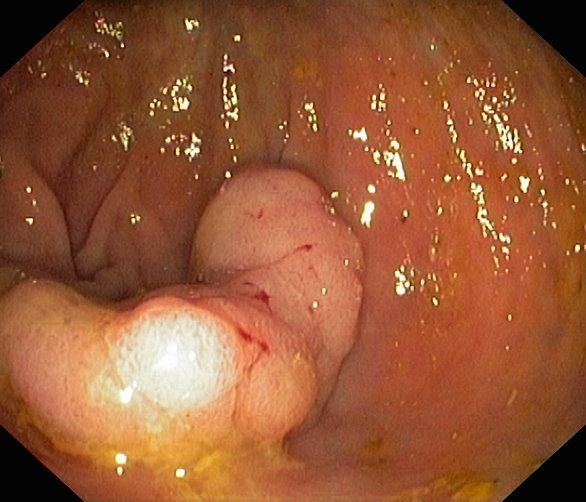
Přisedlý polyp v tlustém střevě

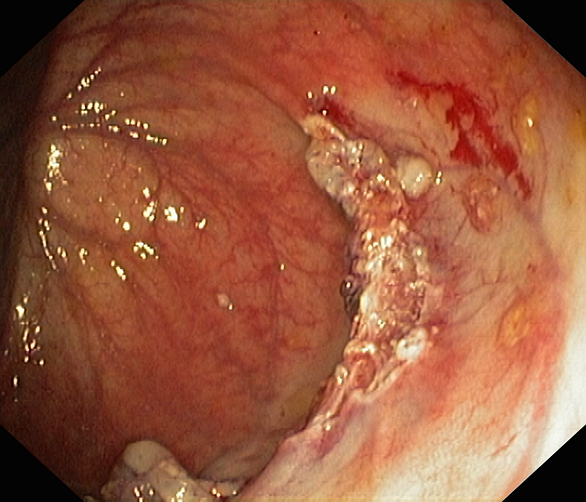
Čerstvá rána po odstranění polypu tlustého střeva metodou endoskopické polypektomie